# グルシャン・デーヴァイヤー
グルシャン・デーヴァイヤー（Gulshan Devaiah、1978年5月28日 - ）は、インドのボリウッドで活動する俳優。代表作には『Shaitan』『Hate Story』『Hunterrr』がある。

## 生い立ち
カルナータカ州ベンガルール出身で、国立ファッション工科大学を卒業した。妻はギリシャの女優カリロイ・ツィアフェタ。クリュニー修道院、聖ジョゼフ高等学校で教育を受けている。国立ファッション工科大学卒業後はファッション業界で10年間働き、ウィーガン&リー大学でファッション学の講師も務めた。その後、バンガロールの英語劇場で端役を演じたことをきっかけに俳優業に転身する。彼は複数の演劇に出演した後、活動の幅を広げるためにムンバイに移住した。

## キャリア

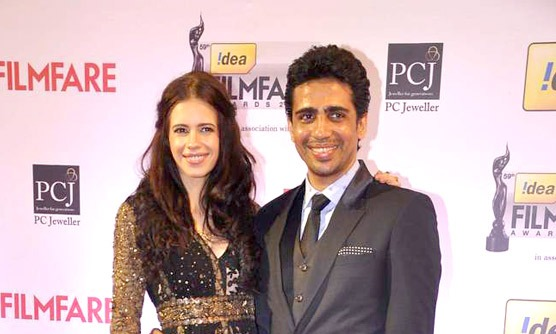
第59回フィルムフェア賞授賞式に出席するグルシャン・デーヴァイヤーとカルキ・ケクラン

2011年にアヌラーグ・カシャップの『イエローブーツの娘』で映画デビューし、カルキ・ケクラン、ナシールッディーン・シャーと共演した。同作はトロント国際映画祭、ヴェネツィア国際映画祭でも上映された。同年にローハン・シッピーの『Dum Maaro Dum』でアビシェーク・バッチャン、ビパシャ・バスー、プラティーク・バッバルと共演した。同年にビジョイ・ナンビアルの『サタン 〜悪魔の通り道〜』でラジーヴ・カンデルワル、カルキ・ケクランと共演した。同作は興行的な成功を収め、デーヴァイヤーの演技も高く評価された。彼は同作でフィルムフェア賞、スター・スクリーン・アワード、スターダスト・アワードなど複数の映画賞にノミネートされた。
2012年にヴィヴェーク・アグニホトリの『Hate Story』でパオリ・ダムと共演した。同作では初めて主要キャストに起用され、スリーパー・ヒットを記録した。ボリウッド・ハンガマのタラン・アダルシュは3/5の星を与え、デーヴァイヤーの演技を「エクセレント」と批評した。同年にはヴァーサン・バーラーの『Peddlers』でニムラト・カウルと共演し、同作はカンヌ国際映画祭でも上映された。2013年にサンジャイ・リーラー・バンサーリーの『銃弾の饗宴 ラームとリーラ』でランヴィール・シン、ディーピカー・パードゥコーンと共演し、同作はブロックバスターを記録するヒット作となった。2015年に『Hunterrr』でラーディカー・アープテーと共演し、セックス依存症の男を演じている。2016年にヴィヴェーク・アグニホトリの『Junooniyat』でプルキット・サムラート、ヤミー・ガウタムと共演した。

## フィルモグラフィ

### 映画

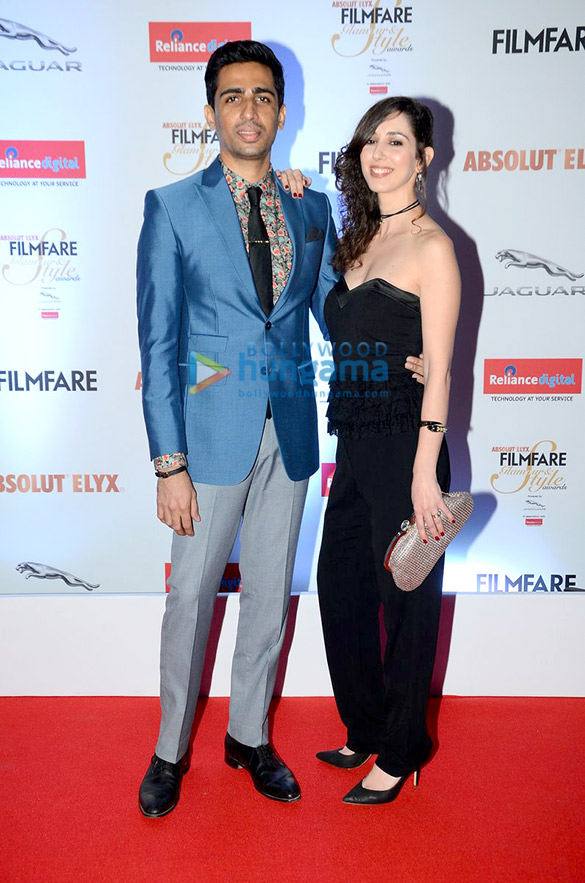
フィルムフェア・グラマー&スタイル・アワード2016授賞式に出席するグルシャン・デーヴァイヤー

- イエローブーツの娘（英語版）（2011年） - チッティアッパ
- Dum Maaro Dum（2011年） - リッキー
- サタン 〜悪魔の通り道〜（英語版）（2011年） - KC
- Hate Story（2012年） - シッダールト
- Peddlers（2012年） - ランジート・デソウザ
- 銃弾の饗宴 ラームとリーラ（英語版）（2013年） - バーヴァニ
- Hunterrr（2015年） - マンダル・ポンクシェ
- Junooniyat（2016年） - ヤシュ
- A Death in the Gunj（2017年） - ナンドゥ
- Kuldip Patwal - I didn't do it!（2018年） - シャプリ
- 燃えよスーリヤ!!（2019年） - 空手マニ、ジミー
- Cabaret（2019年） - ガウラヴ
- Commando 3（2019年） - ブラク
- CandyFlip（2020年） - アルターフ

### Webシリーズ
- Smoke（2018年） - JJ
- 恐怖のアンソロジー（英語版）（2020年） - 父親